# Old Enough
Old Enough – drugi singel kanadyjskiej rockowej grupy Nickelback pochodzący z jej drugiego albumu "The State". Jest to trzeci singel w ogólnym dorobku grupy. Singel ukazał się jedynie w ojczystej Kanadzie, oraz Północnych Stanach 17 października 2000 roku. Utwór został zamieszczony na czwartym miejscu na krążku, trwa 2 minuty i 45 sekund, i jest najkrótszym utworem znajdującym się na płycie. Autorem tekstu jest wokalista grupy, natomiast muzykę skomponował wspólnie cały zespół. Na stronie B singla grupa zamieściła utwór "Leader of Men".

## Znaczenie tekstu
Wokalista grupy Chad Kroeger napisał ten utwór z myślą o swojej ówczesnej dziewczynie, Jodi. Rodzice dziewczyny nie zgadzali się na przeprowadzkę córki z wokalistą do Vancouver, gdyż uważali że jest jeszcze zbyt młoda. Kroeger twierdził jednak iż jest już na tyle dorosły (wówczas miał 21 lat) że zaopiekuje się dziewczyną.
Utwór utrzymany jest w mocnym gitarowym brzmieniu. Po zakończeniu drugiej zwrotki następuje krótkie solo gitarowe, po czym na chwilę utwór zwalnia tempo. Następnie następuje przejście do mocnego refrenu.
Utwór w roku 2000 został wykorzystany w soundtracku do filmu "Księga cieni: Blair Witch 2". Piosenka w momencie wydania dotarła się do #21 miejsca na amerykańskiej liście Mainstream Rock, co było dużym sukcesem, jak na mało znaną wówczas kapelę.

## Utwór na koncertach
Sam utwór pojawiał się już na koncertach w 1997 roku, podczas trasy "Curb Tour", gdzie między innymi został zagrany podczas akustycznego koncertu grupy "Acoustic live on Power 97", który później został wydany na bootlegu. Utwór został także wykonany podczas koncertu jaki grupa dała 25 stycznia 2002 roku w Rexall Place w Edmonton. Zarejestrowany wówczas koncert ukazał się następnie na pierwszym koncertowym DVD zespołu, "Live at Home". Utwór w wersji koncertowej trwa 3 minuty i 39 sekund. Podczas trasy "The Long Road Tour" utwór przestał być grany na żywo.

## Teledysk
Wideoklip do "Old Enough" został nakręcony w 2000 przez Jamesa Coopera. W teledysku tym przedstawiona jest grupa Nickelback grająca przed niewielkim tłumem ludzi.

## Lista utworów na singlu
Single CD:
| Nr. |  | Tytuł                | Tekst        | Muzyka     | Długość |
| --- |  | -------------------- | ------------ | ---------- | ------- |
| 1.  |  | "Old Enough"         | Chad Kroeger | Nickelback | 2:48    |
| 2.  |  | "Leader of Men"      | Chad Kroeger | Nickelback | 3:31    |
| 3.  |  | "Old Enough" (Video) |              |            | 2:53    |
|     |  |                      |              |            |         |

## Twórcy
Nickelback
- Chad Kroeger – śpiew, gitara rytmiczna, produkcja
- Ryan Peake – gitara prowadząca, wokal wspierający
- Mike Kroeger – gitara basowa
- Ryan Vikedal – perkusja

Produkcja
- Nagrywany:1998 w "Green House Studios" w Burnaby (Kolumbia Brytyjska)
- Producent muzyczny: Chad Kroeger, Nickelback, Dale Penner
- Miks utworu: Garth Richardson w "Green House Studios" w Burnaby (Kolumbia Brytyjska)
- Mastering: Brett Zilahi w "Metalworks" w Misissauga
- Producent: Ken Grant
- Zdjęcia: Neil Zlozower
- Management: Bryan Coleman
- Okładka: Three Mountain Design, Inc.
- Aranżacja: Chad Kroeger, Ryan Peake, Mike Kroeger, Ryan Vikedal
- Tekst piosenki: Chad Kroeger
- Wytwórnia: Początkowo krążek wydany w Kanadzie niezależnie, Roadrunner Records